# 2926 Caldeira
2926 Caldeira là một tiểu hành tinh vành đai chính với cận điểm quỹ đạo là 2.003887 AU. Nó có độ lệch tâm là 0.1189267 và chu kỳ quỹ đạo là 1252.79 ngày (3.43 năm).
Caldeira có vận tốc quỹ đạo trung bình là 19.74977514 km/s và độ nghiêng quỹ đạo là 3.4828 °.
Nó được phát hiện ngày 22 tháng 5 năm 1980 bởi Henri Debehogne.